# Jean-Pierre Romeu
Pour les articles homonymes, voir Romeu.

a Compétitions nationales et continentales officielles uniquement.

b Matchs officiels uniquement.
Dernière mise à jour le 10 mai 2025.
Jean-Pierre Romeu, né le 15 avril 1948 à Thuir (France), est un joueur international français de rugby à XV évoluant au poste de demi d'ouverture.
Après avoir d'abord joué avec l'US Carmaux jusqu'en 1969, il rejoint l'AS Montferrand. Avec le club auvergnat, dont il devient le meilleur réalisateur avec 2087 points inscrits avant d'être dépassé par Gérald Merceron, il remporte le Challenge Yves du Manoir en 1976 mais échoue en finale du Championnat de France en 1978.
International à 34 reprises avec le XV de France, il est pendant un temps le meilleur réalisateur de cette sélection avec 265 points inscrits avant que Didier Camberabero ne le dépasse. Avec son pays, il remporte le Tournoi des Cinq Nations en 1973 puis en 1977 où la France réalise son deuxième Grand Chelem. Il n'est ensuite plus appelé en sélection à partir de la fin d'année 1977.
Il met un terme à sa carrière sportive en 1981 mais reste impliqué dans le monde du rugby.

## Biographie

### Jeunesse et débuts sportifs
Jean-Pierre Romeu est le fils de Pierre Romeu qui joue au rugby à XV au poste d'arrière à l'US Thuir et travaille aux caves Byrrh. Par la suite, son père décide de déménager à Carmaux afin de commencer un nouveau travail aux mines, à la compagnie minière de Carmaux, et rejoint le club de l'US Carmaux. En 1948, sa mère, enceinte de Jean-Pierre, émet le souhait de donner naissance à son enfant sur la terre de ses ancêtres. Jean-Pierre Romeu naît à Thuir le 15 avril 1948 dans le département français des Pyrénées-Orientales,. La famille retourne ensuite à Carmaux où il grandit dans une petite maison de la cité des mineurs à Saint-Benoît-de-Carmaux,. Cinq ans après sa naissance, son frère Georges naît,. Dans la cité des mineurs, il commence la pratique sportive en jouant au football ainsi qu'au rugby à XV avec des jeunes de plusieurs nationalités.
Étant attiré par le sport en général, il fait ses débuts dans la compétition lors d'un cross où il termine premier, marchant sur les traces de son père qui a remporté les titres de champion du Roussillon du 1 500 mètres et de champion de la Côte d'Azur sur 1 500 et 3 000 mètres. Huit jours plus tard, il s'impose de nouveau dans une autre course, est sélectionné pour une épreuve départementale en cadets qu'il gagne encore une fois et va jusqu'à remporter un championnat régional organisé à Toulouse. Grâce à cette victoire, il se qualifie pour le cross de L'Humanité à Paris, la plus grande épreuve française de cette discipline. Sur 400 participants, il termine dans les quarantièmes.

### Débuts à l'US Carmaux et travail à la mine
En 1960, à douze ans, un ami lui propose de venir jouer au rugby à XV à l'US Carmaux. Il rejoint alors les minimes du club où il est entraîné par Monsieur Jalras, un ancien joueur du club, qui lui apprend les bases du joueur de rugby et évolue d'abord au poste de troisième ligne. Monté en cadets, son entraîneur le déplace au poste de demi d'ouverture de part son gabarit correspondant mieux à ce poste. Dans cette catégorie, il dispute une demi-finale du championnat des Pyrénées à Toulouse où il rencontre Jack Cantoni, déjà considéré comme un phénomène, qui marque l'essai de la victoire pour les adversaires en fin de match.
À seize ans, n'ayant pas le « goût des études », il fait le choix de partir travailler à la mine, comme la plupart de ses camarades de classe, alors que ses parents souhaitent le voir continuer ses études au lycée. De ce fait, il travaille durant trois ans aux houillères d'Aquitaine, descendant à 300 mètres sous terre dans les puits Tronquié et Sainte-Marie. Rapidement, il se rend compte des dangers de ce métier qui peuvent l'empêcher de continuer sa pratique sportive au sein de l'US Carmaux. Il exprime alors son envie de quitter le métier de mineur, perdant notamment son entraîneur chez les juniors, Monsieur Peccoro, à cause d'un coup de grisou où quatorze autres mineurs perdent la vie à Carmaux.

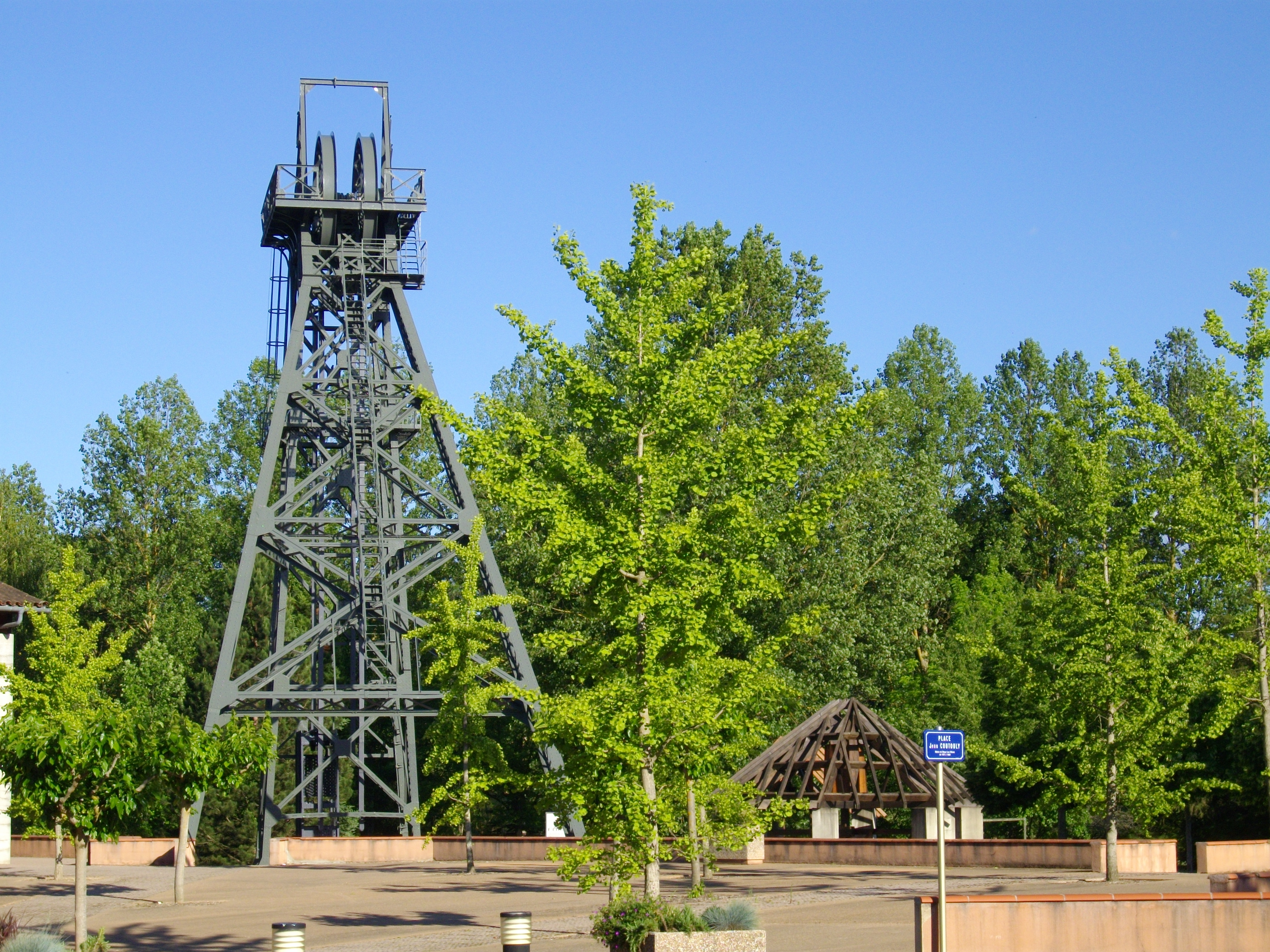
Puits des mines de Carmaux. À gauche, le chevalement du puits de Sainte-Marie où Jean-Pierre Romeu descend travailler.

En 1965, toujours à seize ans, alors qu'il évolue depuis peu avec les juniors de son club, il est convoqué pour jouer son premier match en équipe première de l'US Carmaux, à l'occasion d'un déplacement au Stade beaumontois, car plusieurs joueurs seniors sont absents pour cause de congés. Pour son premier match en Championnat de France, il inscrit tous les points de son équipe. La semaine suivante, il est reconduit et joue son premier match à domicile contre le Stadoceste tarbais, l'un des meilleurs clubs de l'époque, où il affronte Jean Dupuy l'un de ses idoles de jeunesse. Durant la rencontre, il inscrit un drop dès la première minute de jeu mais un des troisièmes lignes adverses lui assène des plaquages à retardement pendant le match, ce qui provoque des pénalités en faveur de Jean-Pierre Romeu que son coéquipier de la charnière Claude Pagès transforme afin de permettre à leur équipe de s'imposer. Après ses débuts en équipe première, ses collègues de travail font en sorte de lui éviter les travaux pénibles ou dangereux.
L'année suivante, il est retenu en équipe de France scolaire, faisant partie de l'école de la mine de Carmaux, afin d'affronter l'Angleterre le 12 avril 1966 à Pau. Durant la rencontre, il inscrit un drop dès la deuxième minute et ils battent les Anglais 18 à 9 avec ses coéquipiers Jean-Louis Bérot, Roger Bourgarel, Henri Cabrol, Claude Dourthe, Daniel Herrero, Jean-Pierre Hortoland et Claude Spanghero entre autres,. Plus tard cette année-là, en octobre, il est également sélectionné en équipe de France juniors par Jean Baladier, où il retrouve Jack Cantoni et rencontre le demi de mêlée Richard Astre. Ils lient des liens d'amitié et sont surnommés les « trois mousquetaires » par Baladier. À cette occasion, ils affrontent l'Allemagne le 23 octobre à Forbach. Les jeunes Français s'imposent 38 à 3 et Romeu inscrit un essai. Le 25 mars 1967, à Catane en Italie, il joue son deuxième match et dernier match avec l'équipe de France juniors contre leurs homologues italiens, la France gagne par 15 à 3.
Durant ses années en équipe première de l'US Carmaux, l'objectif du club est le maintien. De ce fait, son meilleur résultat sportif est un seizième de finale où ils sont éliminés 14 à 12 par le Stade toulousain sur le terrain de Cognac en 1968. Peu après ses vingt ans, il indique aux dirigeants de l'US Carmaux qu'il souhaite changer de métier, ces derniers interviennent pour qu'il soit engagé à l'usine à gaz de Carmaux. Il y travaille pendant six mois jusqu'à son départ pour le service militaire où il retrouve Richard Astre et Jack Cantoni. Durant son service militaire au bataillon de Joinville, il joue en équipe de France militaire. Avec cette équipe, il affronte le XV de l'armée de Tchécoslovaquie à Bourges, où siègent en tribunes deux représentants de l'AS Montferrand (ASM) : le dirigeant et ancien joueur Maurice Savy ainsi que l'entraîneur Robert Poulain,. À leur retour à Clermont-Ferrand, ils indiquent au comité directeur de l'ASM que Jean-Pierre Romeu, qui a produit un bon match contre les Tchèques, serait une bonne recrue pour le club et qu'il voudrait échanger son métier de mineur contre un poste de moniteur d'éducation physique. Cette année-là, il joue également en équipe de France B, à Agen contre une sélection du Sud-Ouest, faisant la rencontre de Jacques Fouroux avec qui il est associé à la charnière mais ils réalisent tous les deux une mauvaise prestation.

### Départ à l'AS Montferrand, changement de situation professionnelle et sélections en équipe de France
Quelques mois plus tard, en novembre 1968, alors que Jean-Pierre Romeu joue toujours à l'US Carmaux et travaille désormais dans un café géré par ses parents, le dirigeant montferrandais Charles Dupuy vient lui proposer un poste de moniteur d'éducation physique aux usines Michelin ainsi qu'une place au sein de l'effectif de l'AS Montferrand. Il prend donc la décision d'accepter cette proposition et se marie avec sa fiancée Patricia avant de partir tous les deux de Carmaux. À son arrivée à l'AS Montferrand, en 1969, il est accueilli par Michel Ringeval et évolue de nombreux matchs avec lui en équipe réserve,, ce dernier se remettant d'une blessure, jusqu'à l'issue de la saison 1969-1970 en vertu de la licence rouge qui lui est attribuée,,. Pendant cette période en équipe réserve, le fils du coureur cycliste Raphaël Géminiani, Jean-Louis qui est journaliste à La Montagne, le repère et conseille à son père de venir voir jouer l'équipe réserve « Papa, tu vas toujours voir la première de l'ASM. Tu ferais mieux de venir avec moi. Tu verras, il y a un joueur formidable. Un vrai plaisir de le voir. Il s'appelle Romeu. » De ce fait, Raphaël Géminiani suit les conseils de son fils et est « émerveillé » par Romeu. Ils deviennent amis et Géminiani lui prédit déjà un grand avenir : « Tu seras international ». En parallèle, avec Michel Ringeval, ils font des travaux de secrétariat et s'occupent des écoles de sport, encadrant des cours pour les employés de Michelin, avant d'obtenir quelques mois plus tard son diplôme de maître d'éducation physique.

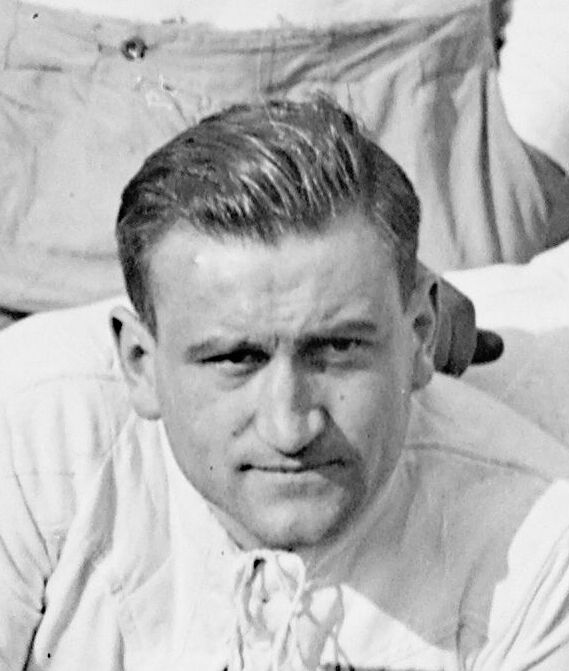
Le dirigeant de l'AS Montferrand, Maurice Savy, qui repère Jean-Pierre Romeu lors de son match avec l'équipe de France militaire.

Jean-Pierre Romeu intègre l'équipe première de l'AS Montferrand à partir de la saison 1970-1971, prenant la place de l'ouvreur Guy Darbas, le club ayant terminé finaliste du Championnat de France contre La Voulte sportif (0 à 3) la saison précédente. Cette saison-là, son ami Michel Ringeval cède sa place de demi de mêlée à l'arrivant international français Michel Pebeyre qui devient également un proche. En 1970, il est à nouveau sélectionné en équipe de France B et affronte l'Écosse dans un match où ils sont battus et il délivre une mauvaise performance.
Au cours de la saison 1971-1972, il dispute la première finale de sa carrière, en Challenge Yves du Manoir, mais le club montferrandais est battu largement 37 à 6 par l'AS Béziers,.
Le 11 novembre 1972 à Clermont-Ferrand, il dispute une rencontre avec la sélection de l'Auvergne contre les Gallois du Cardiff RFC remportée 36 à 0, où il réalise une bonne performance en compagnie de son coéquipier de l'ASM Michel Droitecourt, soulignée par la presse régionale avec La Montagne mais également par la presse parisienne. Deux jours après ce match, les sélectionneurs de l'équipe de France convoquent et titularisent les deux coéquipiers auvergnats pour la première fois afin d'affronter la Roumanie à Constanța le 27 novembre suivant. Lors de ses débuts internationaux, alors que les sélectionneurs ont choisi Michel Droitecourt pour buter, ce dernier demande à Jean-Pierre Romeu de tirer à sa place. Finalement, il inscrit onze points et le XV de France s'impose 15 à 6 dans des conditions hivernales difficiles,,. Pour ce match, il est aligné avec Jacques Fouroux à la charnière, joueur qui devient ensuite un ami proche de Romeu, et fait la connaissance de Jo Maso qui lui prodigue de nombreux conseils bien qu'étant remplaçant et n'entrant pas en jeu.

### Débuts et succès dans le Tournoi des Cinq Nations
Grâce à ses bons débuts en sélection, ainsi qu'à ses performances à l'ASM, il est sélectionné pour le Tournoi des Cinq Nations 1973. Dès la première journée, il fait ses débuts dans la compétition contre l'Écosse au nouveau Parc des princes de Paris,, il inscrit 12 points au pied et la France s'impose 16 à 13. Pour sa troisième sélection, il affronte la Nouvelle-Zélande, alors considéré comme la meilleure sélection du monde et venant de réaliser une tournée dans les îles Britanniques, lors d'un test match le 10 février au Parc des Princes. Les Français battent les All Blacks pour la deuxième fois de leur histoire après 1954 en s'imposant 13 à 6 grâce à deux essais de Roland Bertranne et Claude Dourthe, cinq points de Romeu et un excellent match de son coéquipier de la charnière Max Barrau,,. Quinze jours plus tard, il découvre le stade de Twickenham et affronte l'Angleterre dans le Tournoi. Durant la rencontre, les Anglais blessent Max Barrau et Richard Astre le remplace. Jean-Pierre Romeu inscrit deux points mais les Français sont battus 14 à 6 dans un match difficile. Lors du match suivant, il joue contre le pays de Galles, avec son ami Michel Pebeyre à la charnière, et inscrit la totalité des points français durant la victoire 12 à 3 de son équipe. Pour la dernière journée, le XV de France a l'occasion de remporter seule le Tournoi en cas de victoire en Irlande. Avant cette rencontre, le capitaine français Walter Spanghero annonce qu'il prend sa retraite internationale à l'issue du Tournoi. Dans leur antre de Lansdowne Road, les Irlandais marquent six points au pied et mènent 6 à 0. En fin de match, après un départ petit côté de Max Barrau, Jo Maso sert l'ailier montferrandais Jean-François Phliponeau qui inscrit le premier essai français en tentant de se rapprocher des poteaux pour faciliter la transformation de Jean-Pierre Romeu. Cependant, Romeu manque la transformation en tapant trop à gauche et les Français s'inclinent 6 à 4, toutes les équipes remportent la compétition avec deux victoires et deux défaites pour la première fois de l'histoire. Walter Spanghero vient réconforter Romeu très peiné après la rencontre. Il termine meilleur réalisateur du Tournoi des Cinq Nations avec 26 points. En fin de saison, avec l'AS Montferrand, il est finaliste du Challenge Jules-Cadenat mais malgré un score nul 12 à 12 le SU Agen est déclaré vainqueur au bénéfice des essais marqués.

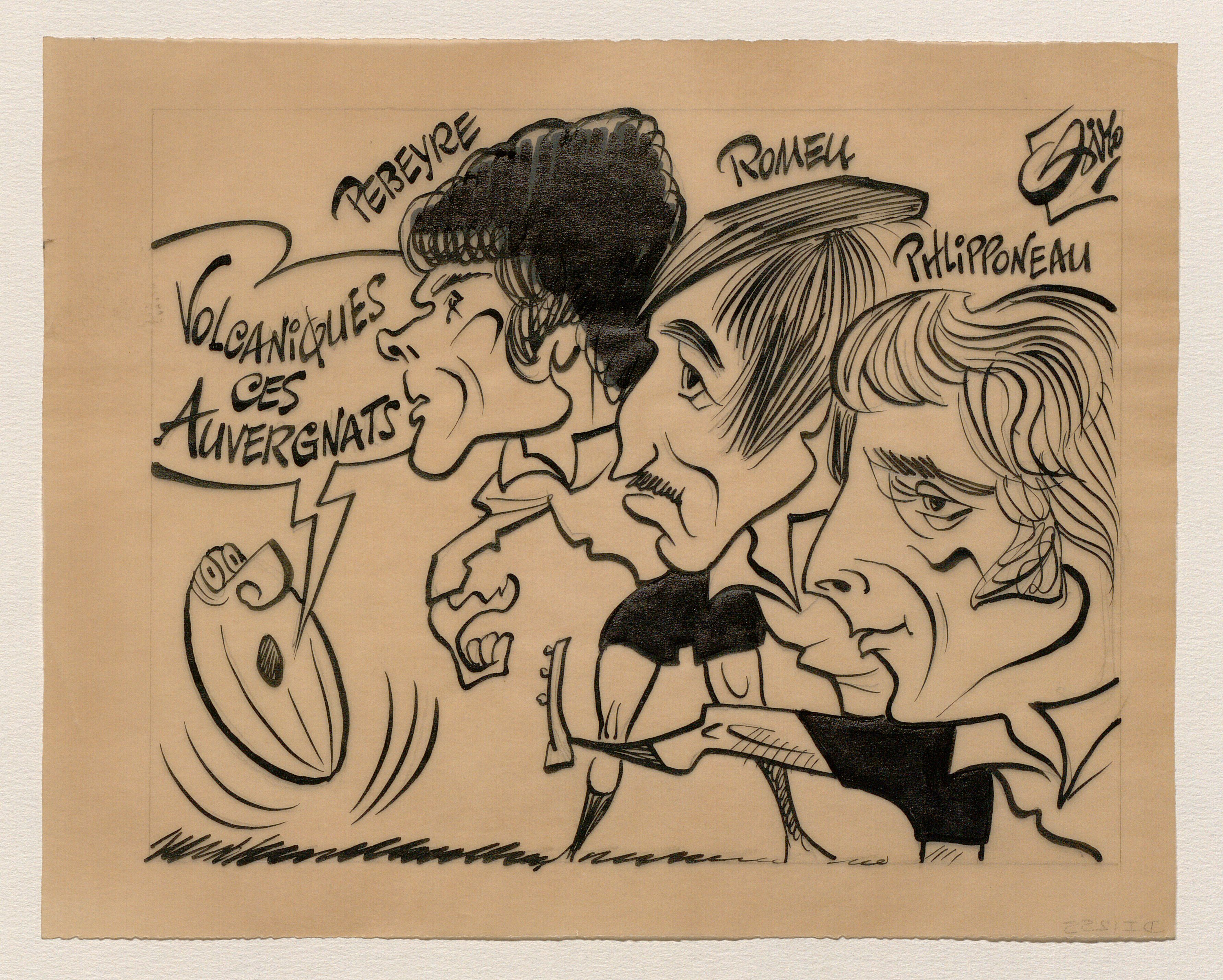
Caricature des joueurs de l'AS Montferrand, Michel Pebeyre, Jean-Pierre Romeu et Jean-François Phliponeau.

Lors de l'exercice 1973-1974, il réalise un début de saison moyen avec son club et n'est pas retenu par le XV de France afin d'affronter le Japon en octobre, le Biterrois Henri Cabrol lui étant préféré et nommé capitaine. Le mois suivant, il est tout de même rappelé pour un match contre la Roumanie à Valence. Réalisant une piètre performance, tout comme plusieurs de ses coéquipiers, la France s'impose difficilement 7 à 6 et il n'est pas retenu pour le premier match du Tournoi des Cinq Nations 1974. Son remplaçant, Jean-Louis Bérot, qu'il a côtoyé en équipe de France juniors, n'a pas convaincu malgré une victoire 9 à 6 contre l'Irlande et Jean-Pierre Romeu est titularisé pour la deuxième journée au pays de Galles. Au Cardiff Arms Park, il inscrit 12 points, dont le drop de l'égalisation à quelques minutes de la fin du match, et la France repart avec un match nul 16 partout. Reconduit contre l'Angleterre à Paris, il inscrit la totalité des points français, dont son premier essai international qu'il transforme en bord de touche, mais le match se termine à nouveau par un score de parité 12 à 12. Étant à nouveau bien placés pour remporter la compétition en cas de victoire en Écosse, les Bleus sont battus 19 à 6, six points de Romeu, et laissent la victoire aux Irlandais, seule équipe que les Français ont vaincu cette année-là. Jean-Pierre Romeu termine deuxième meilleur réalisateur de la compétition, derrière l'Anglais Alan Old (en), avec 30 points inscrits. Cette saison-là, en plus de Jean-Pierre Romeu, son club de l'AS Montferrand, entraîné par Michel Ringeval et Gérard Dufau, fournit plusieurs internationaux à l'équipe de France dont Jean Costantino, Michel Droitecourt, André Dubertrand et Jacques Rougerie. Malgré cette qualité dans l'effectif montferrandais, l'ASM est éliminée dès les seizièmes de finale du Championnat de France 17 à 6 par l'USA Perpignan. Jean-Pierre Romeu obtient l'Oscar d'or du Midi olympique, récompensant le meilleur joueur français du Championnat de France, cette année-là. En juin 1974, il est à nouveau sélectionné pour la tournée estivale en Amérique du Sud, jouant un match remporté 99 à 7 contre le Brésil puis le reste en Argentine. Lors des deux test matchs contre l'Argentine, gagnés 20 à 15 et 31 à 27, il inscrit 23 points au pied. Au total, il marque 47 points sur l'ensemble de la tournée.

### Passage à vide et meilleur réalisateur de l'équipe de France
Durant l'intersaison 1974, il déménage de son appartement proche de la gare de Clermont-Ferrand afin d'acheter un appartement à Chamalières avec son épouse, suivant les conseils de Charles Dupuy et obtenant des prêts à un taux intéressant grâce à l'aide du président de l'ASM Henri Franck. Il habite plus tard à La Roche-Noire, proche de Clermont-Ferrand. La saison 1974-1975 s'avère être compliquée pour Jean-Pierre Romeu. En octobre 1974, avec l'équipe de France, ils sont battus par les Roumains à Bucarest sur le score de 15 à 10. Un mois plus tard contre l'Afrique du Sud à Toulouse, il conserve sa place de demi d'ouverture titulaire mais il connaît un match difficile en manquant toutes ses tentatives de but, aucun coéquipier ne voulant le relayer dans cet exercice, et les Springboks s'imposent 13 à 4. Huit jours plus tard à nouveau contre les Sud-Africains, il est logiquement remplacé par Henri Cabrol pour la rencontre mais rentre à l'arrière à la suite de la blessure de Michel Droitecourt en cours de match, dans un match une nouvelle fois perdu par les Français. Convoqué pour le Tournoi des Cinq Nations 1975, il dispute seulement le premier match contre le pays de Galles au Parc des Princes, où les Français sont battus (10 à 25) pour la quatrième fois de suite, étant remplacé par Michel Taffary pour les tentatives de but durant le match. Le Narbonnais Lucien Pariès remplace Romeu pour la suite de la compétition. À l'issue de la saison, il n'est sélectionné en équipe de France qu'à la suite du forfait de Michel Barrau pour la tournée en Afrique du Sud. N'étant pas retenu pour le premier test match perdu contre les Springboks, il dispute une rencontre contre la sélection du Cap Nord-Est où il inscrit 18 points et son équipe s'impose, lui permettant de gagner sa place de titulaire pour le deuxième test match. Malgré une bonne performance de sa part, étant aligné avec son ami Richard Astre à la charnière, les Français sont à nouveau battus (18 à 33). Outre les résultats non victorieux de l'équipe de France, Jean-Pierre Romeu retrouve son niveau et indique qu'il doit beaucoup à Fernand Cazenave pour l'avoir aidé durant la tournée.

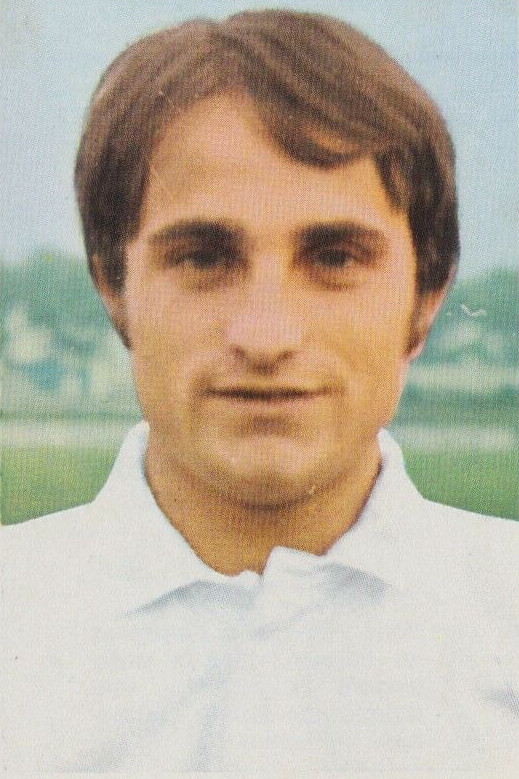
Le demi de mêlée et capitaine de l'équipe de France, Jacques Fouroux, ami proche de Jean-Pierre Romeu.

En octobre 1975, il dispute deux rencontres, remportées 29 à 6 et 36 à 21, contre l'Argentine. Le 23 novembre, contre la Roumanie à Bordeaux, il réalise l'une de ses meilleures prestations internationales selon Pierre Albaladejo. Début janvier suivant, il est titularisé pour la première journée du Tournoi des Cinq Nations 1976 contre l'Écosse à Édimbourg, inscrivant neuf points au pied lors de la victoire 13 à 6 des Français. Contre l'Irlande, la France s'impose 26 à 3 à domicile avant de se déplacer au pays de Galles où ils sont battus 19 à 13 par la grande génération galloise des années 1970 et vainqueurs du Tournoi cette année-là. Lors de la dernière journée remportée contre l'Angleterre, il bat le record de points de Michel Vannier en équipe de France (180 points en 43 matchs) en atteignant le total de 181 points marqués en 24 matchs, faisant de lui le nouveau meilleur réalisateur du XV de France,,. Il termine une nouvelle fois deuxième meilleur réalisateur du Tournoi avec 29 points derrière le Gallois Phil Bennett. De retour en club, en avril 1976, il se blesse sérieusement, nez et pommette fracturées à la suite d'un coup de poing de Paul Goze,, lors du huitième de finale du Championnat de France contre l'USA Perpignan mais il tient sa place sur le terrain et son club s'impose quand même. Il est opéré par le docteur Jourde et passe une semaine à la clinique. Deux semaines après ce match, il indique vouloir jouer le quart de finale contre le CA Brive malgré sa récente blessure. Le docteur Jourde soumet l'idée d'un masque protecteur pour le protéger et Jean-Pierre Romeu le porte mais son équipe est défaite 3 à 0 par les Brivistes,. En parallèle, l'AS Montferrand s'est qualifiée jusqu'en finale du Challenge Yves du Manoir et prépare cette échéance. Cependant le 8 mai 1976, son coéquipier Jean-François Phliponeau meurt frappé par la foudre au stade Marcel-Michelin, un drame qui marque profondément les Montferrandais. Le 22 mai suivant, ils rendent hommage à leur coéquipier en s'imposant largement 40 à 12 contre le SC Graulhet, lors de la finale du Challenge Yves du Manoir à Colombes, dans un match où Jean-Pierre Romeu anime brillamment ses lignes arrières. Deux semaines plus tard, il s'envole pour une tournée aux États-Unis avec l'équipe de France. Il affronte tout d'abord la sélection de l'Eastern Rugby Union puis celle de New York, pour deux victoires 16 à 12 puis 71 à 7, transformant dix des douze essais français lors du second match dont la plupart en coin, avant de jouer un test match contre les États-Unis à Chicago, où il inscrit vingt-cinq des 33 points de son équipe, lors d'une victoire 33 à 14,. Ces 25 points constituent alors un record de points inscrits par un français au cours d'un même match international.

### Grand Chelem, fin de carrière internationale et défaite en finale du Championnat de France
En début de saison 1976-1977, l'équipe d'Australie réalise une tournée en France. Le 13 octobre, Jean-Pierre Romeu affronte cette équipe avec une sélection française à Clermont-Ferrand. Durant la rencontre, un australien le percute par derrière et lui déclenche une crise de sciatique qui lui causent plusieurs troubles physiques. Bien que continuant à jouer avec l'ASM, il s'entraîne peu et est contraint de déclarer forfait pour les test matchs contre les Wallabies à Paris puis le match contre la Roumanie à Bucarest. En début d'année 1977, il fait son retour avec le XV de France lors du Tournoi des Cinq Nations. Lors de la première journée, les Français s'imposent 16 à 9 contre les champions en titre et favoris gallois. Durant la rencontre, Jean-Pierre Romeu adresse de nombreux coups de pied de dégagement et d'occupation précis, dans le dos des Gallois, qui permirent aux Français de mettre la pression sur leurs adversaires du jour. Il indique avoir suivi les conseils prodigués par l'ancien demi d'ouverture gallois Barry John, rencontré lors du centenaire du Cardiff RFC en octobre 1976 où il est invité en compagnie de Jacques Fouroux. Pour la deuxième rencontre, contre les Anglais à Twickenham, l'équipe de France est reçue par une presse et un public très hostile à leur égard. Malgré ces conditions, ils s'imposent sur le score serré de 4 à 3. En cours de Tournoi, son mollet redevient douloureux, des suites de sa sciatique survenue en début de saison, si bien qu'il ne s'entraîne pas durant la semaine précédent la troisième journée. Cependant, il tient bien sa place pour ce match à domicile contre l'Écosse. Durant la rencontre, le XV de France, jusque-là décrié pour son jeu basé presque uniquement sur les avants malgré les résultats positifs, s'impose 23 à 3 avec plusieurs combinaisons des trois-quarts qui inscrivent des essais. Après trois succès en autant de matchs, les Français se rendent en Irlande pour affronter un adversaire n'ayant toujours pas connu la victoire durant le Tournoi cette année-là. Avant la rencontre, Jean-Pierre Romeu confie à Henri Gatineau du Midi olympique : « Tu ne le publieras qu'après le Grand Chelem mais je souffre d'une hernie discale. Entre la troisième et la quatrième vertèbre. Je me soumets à un traitement médical par cachets et j'ai recours aux soins d'un chiropracteur. ». Malgré ces douleurs, il fait son retour pour la première fois à Lansdowne Road depuis son échec au pied du Tournoi des Cinq Nations 1973. Jouant ce match à cinquante pourcent de ses capacités, il manque l'un de ses dégagements qui se transforme en une occasion d'essai grâce à Jean-Luc Averous qui récupère le ballon, celle-ci est transmise par plusieurs coéquipiers jusqu'à Jean-Pierre Bastiat qui inscrit le seul essai du match. Le XV de France s'impose et réalise alors le Grand Chelem, le deuxième de son histoire après 1968, avec l'exploit de n'encaisser aucun essai en quatre matchs et les quinze mêmes joueurs sur le terrain,. Il compte 18 points inscrits durant la compétition, portant son total en équipe de France à 224 points en 29 matchs. Le 4 juin, il dispute un match non officiel contre la Roumanie, organisé au profit des victimes du tremblement de terre de Bucarest. Les Français s'imposent difficilement 9 à 6 avec trois points de Romeu,. Le même mois, alors qu'il ne souhaite pas faire un nouveau grand voyage, Jacques Fouroux lui téléphone à de nombreuses reprises et ils s'envolent en tournée en Argentine,. Le 25 juin, il marque 15 points lors de la victoire 26 à 3 contre les Pumas,. Il dispute également la seconde rencontre le 2 juillet, terminée sur un match nul 18 partout.
En novembre 1977, il affronte à deux reprises les All Blacks, la France s'impose 18 à 13 dans le premier test, avec 14 points de Romeu, puis s'incline 3 à 15 lors du second. Le mois suivant, le 10 décembre, il dispute son dernier match international lors d'une victoire 9 à 6 contre la Roumanie au stade Marcel-Michelin, où il inscrit l'intégralité des points français,. Jacques Fouroux annonce sa retraite internationale avant ce dernier match, notamment à cause de différents avec Élie Pebeyre, le président du comité de sélection, avec qui il ne s'entend pas et qui « souhaite changer l'image de marque de cette équipe de France ». Jean-Pierre Romeu fait alors les frais de cette décision et n'est plus rappelé en équipe de France, alors qu'il prévoyait de prendre sa retraite internationale à l'issue du Tournoi des Cinq Nations 1978. Il compte un total de 34 capes et 265 points, disputant 24 matchs aux côtés de son ami demi de mêlée Jacques Fouroux. Cette année-là, Georges Raynaud lui consacre un livre : Jean-Pierre Romeu : De la mine au soleil, aux éditions Solar ; paru en 1977 et préfacé par Jacques Fouroux et Raphaël Géminiani. De retour en club, l'AS Montferrand se rend jusqu'en finale du Championnat de France, après avoir éliminé le Valence sportif 20 à 12 en demi-finale à Toulouse. Cependant, dans une finale où il est capitaine, le club auvergnat est battu largement par l'AS Béziers 31 à 9, alors que le score n'est que de 13 à 9 en faveur des Biterrois à la 70e. René Séguier inscrit un essai à la 71e puis Alain Paco et Jean-Louis Martin viennent aggraver la marque quelques minutes plus tard. Cette saison-là, Jean-Pierre Romeu termine quatrième meilleur réalisateur du Championnat de France avec 138 points.

### Dernières saisons et fin de carrière sportive
En fin de saison 1978-1979, l'AS Montferrand se qualifie en finale du Challenge Yves du Manoir après avoir éliminé l'US Romans Péage en demi-finale. Retrouvant le RC Narbonne en finale, récent champion de France après avoir éliminé l'AS Montferrand en demi-finale (19 à 9), les Montferrandais sont encore battus (9 à 7) et Romeu manque plusieurs coups de pied de but décisifs. En Championnat de France, il termine deuxième meilleur réalisateur avec 194 points inscrits.
Cette même année, en 1979 à Sarlat-la-Canéda, il participe à la création des Barbarians français en compagnie des quinze vainqueurs du Grand Chelem de 1977. Le 1er mai 1980, il participe au premier match de cette équipe contre l'Écosse à Agen. Les Baa-Baas l'emportent 26 à 22,.
En fin de saison 1980-1981, il dispute son dernier match avec l'AS Montferrand lors d'une défaite 6 à 3 contre le Stade bagnérais, en demi-finale du Championnat de France à Bordeaux, où il manque deux drops. À 33 ans, Jean-Pierre Romeu prend sa retraite sportive à l'issue de cette saison, son jubilé a lieu au stade Marcel-Michelin le 15 mai 1981,. Au total, il dispute 226 matchs et inscrit 2087 points, dont 35 essais, 389 transformations, 257 pénalités et 121 drops avec l'AS Montferrand. Il est alors le meilleur réalisateur du club à ce moment-là.

### Après carrière
De 1985 à la Coupe du monde 1987, Jean-Pierre Romeu fait partie du comité de sélection du XV de France en compagnie de Jacques Fouroux.
Après la fin de sa carrière de joueur, il reste impliqué au sein de l'AS Montferrand. Il est entraîneur avec Gérard Costes lors de la saison 1987-1988 puis manager général, conseiller des présidents et vice-président,.
En novembre 2010, il se voit remettre l'Oscar de légende Midi olympique en compagnie de plusieurs autres demis d'ouverture qui ont marqué l'histoire du rugby à XV. En 2016, le site rugbyrama.fr le classe deuxième parmi les dix meilleurs joueurs de l'histoire de l'ASM Clermont Auvergne.
Durant sa vie, il est également gérant d'un magasin d'articles de sport dans le centre de Clermont-Ferrand, restaurateur dans la même ville et gérant d'un magasin Eden Park à Vichy avec sa femme,.
De 2006 à 2022, il est président de l'Amicale des ex-montferrandais.

## Reconnaissance et style de jeu
Jean-Pierre Romeu, malgré de bonnes performances avec l'AS Montferrand et en équipe de France, essuie de nombreuses critiques négatives, dont il souffre fortement, de la part de la presse durant sa carrière. Toutefois, il est soutenu par ses coéquipiers comme ses huit avants du Grand Chelem de 1977 : « Sans toi, lui dirent-ils, nous ne serions pas ce que nous sommes. ». De plus, il reçoit également les éloges de ses adversaires, comme les Gallois vaincus cette année-là, tels que Gareth Edwards, Phil Bennett et JPR Williams : « Romeu : fantastic player. »
Son ami, le coureur cycliste clermontois Raphaël Géminiani, le compare à Jacques Anquetil dans la façon dont ils sont injustement critiqués et font face à celles-ci.
Joueur précis doté d'un long coup de pied, tant dans ses tentatives de but que pour ses renvois, il sait également s'impliquer défensivement selon son ami Jacques Fouroux : « il avait multiplié les sauvetages grâce à la dextérité de sa botte mais aussi en plaquant à tour de bras. » Ne se plaignant jamais, il n'hésite pas à jouer certains matchs en étant blessé,,,,,. Ballon en main, il est également un très bon attaquant, rapide, doté d'un très bon crochet et un bon distributeur pour ses arrières, comme l'indiquent Michel Ringeval, Roger Couderc, Pierre Albaladejo ou encore Henri Garcia,,. Jacques Goddet, qui souligne la précision de ses coups de pied de dégagement, évoque également sa très bonne vision du jeu comme son coéquipier puis entraîneur à l'AS Montferrand Michel Ringeval.

## Famille
Jean-Pierre Romeu est le fils de Pierre Romeu, joueur de rugby à XV à l'US Thuir puis à l'US Carmaux.
Il épouse sa fiancée Patricia avant de rejoindre l'AS Montferrand. Ensemble, ils ont deux fils : Laurent et Julien, qui pratiquent également le rugby à XV. Laurent a joué à l'AS Montferrand, au Stade français Paris et au RC Vichy. Julien commence à l'AS Montferrand puis part au FC Lourdes et au RC Vichy où il joue avec son frère.
Son petit-fils, nommé Pierre Romeu comme son arrière-grand-père, joue également au rugby à XV au poste de demi d'ouverture au Clermont Université Club Aubière en amateur.

## Statistiques en équipe nationale
Jean-Pierre Romeu compte 34 capes, dont une seule en tant que remplaçant, en équipe de France de 1972 à 1977 pour 21 victoires, 3 matchs nuls et 10 défaites. Il inscrit un total de 265 points, détenant le record du meilleur réalisateur de l'histoire de son pays pendant une période, décomposés de 4 essais, 56 pénalités, 27 transformations et 9 drops.
Dans le Tournoi des Cinq Nations, il prend part à cinq éditions en 1973, 1974, 1975, 1976 et 1977. Il joue 16 matchs et inscrit 103 points.
Il dispute également quatre tournées, une en Afrique du Sud en 1975, deux en Argentine en 1974 et 1977 et une aux États-Unis en 1976.
| Année | Compétition              | Matchs | Points | Essais | Pén. | Tr. | Drops |
| ----- | ------------------------ | ------ | ------ | ------ | ---- | --- | ----- |
| 1972  | Test matchs              | 1      | 11     | -      | 3    | 1   | -     |
| 1973  | Tournoi des Cinq Nations | 4      | 26     | -      | 6    | 1   | 2     |
| 1973  | Test matchs              | 2      | 8      | -      | 1    | 1   | 1     |
| 1974  | Tournoi des Cinq Nations | 3      | 30     | 1      | 5    | 1   | 3     |
| 1974  | Test matchs              | 5      | 29     | -      | 7    | 4   | -     |
| 1975  | Tournoi des Cinq Nations | 1      | -      | -      | -    | -   | -     |
| 1975  | Test matchs              | 4      | 48     | 1      | 9    | 7   | 1     |
| 1976  | Tournoi des Cinq Nations | 4      | 29     | 1      | 5    | 5   | -     |
| 1976  | Test matchs              | 1      | 25     | 1      | 5    | 3   | -     |
| 1977  | Tournoi des Cinq Nations | 4      | 18     | -      | 4    | 3   | -     |
| 1977  | Test matchs              | 5      | 41     | -      | 11   | 1   | 2     |
| Total | Total                    | 34     | 265    | 4      | 56   | 27  | 9     |

## Palmarès

### En club
- Finaliste du Challenge Yves du Manoir en 1972 et 1979 avec l'AS Montferrand.
- Finaliste du Challenge Jules-Cadenat en 1973 avec l'AS Montferrand.
- Vainqueur du Challenge Yves du Manoir en 1976 avec l'AS Montferrand.
- Finaliste du Championnat de France en 1978 avec l'AS Montferrand.

### En équipe nationale
- Vainqueur du Tournoi des Cinq Nations en 1977 (Grand Chelem) avec l'équipe de France.

### Distinctions personnelles
- Meilleur réalisateur du Tournoi des Cinq Nations en 1973 (26 points).
- Oscars du Midi olympique (meilleur joueur français du championnat) en 1974.
- Oscar de légende du Midi olympique en 2010.